# کتاب بت‌ها
کتاب بت‌ها (به عربی: کتاب الاصنام) نوشته دانشمند عرب، هشام بن الکلبی (۷۳۷ تا ۸۱۹ میلادی) است که به توضیح خدایان و آداب ادیان عرب می‌پردازد. این کتاب با انتقاد به ادیان پیش از اسلام می‌نگرد و چگونگی فاسد شدن عرب‌ها را به وسیله این مذاهب را تقبیح می‌کردند. در نوشته‌های او، از زمان بنیانگذاری کعبه، تفکرات اعراب به تباهی کشیده شده است.
احمد زکی پاشا، زبان‌شناس مصری، نسخه اصلی کتاب را کشف کرد و در مزایده‌ای در دمشق، همین تک‌نسخه را فروخت و پس از مرگش در ۱۹۳۴، نسخه دست‌نویس به دولت اهدا شد. زکی پاشا کشفش را در چهاردهمین کنگره بین‌المللی خاورشناسان، اعلام کرد.